# Dlakava češljugovina
Dlakava češljugovina (kosmata češljiga, lat. Dipsacus pilosus), biljna vrsta iz porodice kozokrvnica, rod češljugovina. Raširena je po gotovo cijeloj Europi i jugozapadnoj Aziji. Raste i u Hrvatskoj.